# Caffè Mulassano
Il Caffè Mulassano è un caffè storico di Torino, sito in piazza Castello al numero 15. Fa parte dell'associazione Locali storici d'Italia.

## Storia
Nella seconda metà dell'Ottocento, Amilcare Mulassano, titolare della distilleria Sacco nota per la menta, aprì una liquoreria in via Nizza 3 e nel 1907 la trasferì in piazza Castello, lungo i cosiddetti "Portici della fiera" caratterizzati da un sistema di arredi commerciali di alta rappresentatività. Fu già in questi primi anni che la Buvette Mulassano, come si chiamava, si trasformò in caffè.
 Nel 1925 il locale passò ad Angela e Onorino Nebiolo, due migranti torinesi che rientravano in patria dopo aver soggiornato alcuni anni a Detroit. I nuovi proprietari introdussero due grandi novità: il toast e soprattutto il tramezzino.
 Il locale si fece una piacevole reputazione e fidelizzò clienti divenuti poi famosi, come Achille Mario Dogliotti, Luigi Spazzapan, Italo Cremona, Gigi Chessa, Giacomo Grosso, Erminio Macario, Gigetta Morano, Caterina Boratto, Mario Soldati, Gianandrea Gavazzeni e molti altri.
La sua reputazione era tale che anche il re e la regina non disdegnavano di venire a bere il caffè da Mulassano (motivo per cui, fino al 1926, il locale fu guarnito da pesanti tende rosse per delimitare l'inaccessibile spazio dei reali).
Nel 1938 i Nebiolo vendettero il caffè e con la Seconda guerra mondiale ci fu un naturale declino, ma negli anni '70 il nuovo proprietario, Antonio Chessa, fece eseguire un importante restauro conservativo che restituì il prestigioso caffè alla città. Nel medesimo periodo, il Caffè rese celebri i panini con l'aragosta, che erano una novità per Torino. Il locale fa oggi parte dei "Negozi e locali storici di Torino", oltre a essere censito anche nella lista dei "Locali Storici d'Italia".

## Descrizione
Il Caffè Mulassano è opera dell'ingegnere Antonio Vandone di Cortemilia (allievo del più celebre Carlo Ceppi), mentre la stipetteria è opera di Enrico Pezza, Capisano e Cazzaniga. Il locale, piccolo e di pianta squadrata, è decorato da marmi pregiati (onici del Piemonte e di Numidia, il poupre dei Pirenei, il verde Alpi e il rosso Francia), parti bronzee e motivi floreali e presenta un soffitto a cassettoni.

## Curiosità
Il caffè è noto per alcune curiosità:
- l'orologio pazzo, che si trova in alto dietro il bancone: la sua particolarità è quella di avere una sola lancetta e di non essere dunque utilizzato per indicare l'ora. La lancetta viene attivata con un pulsante quando, in un gruppo, non si riesce a decidere chi pagherà il conto. I clienti hanno diritto a premere il bottone e chi ottiene il numero più alto paga il conto
- la fontanella, che si trova sul bancone. È tradizione a Torino e Napoli di offrire sempre un bicchiere d'acqua insieme al caffè.[7] Da Mulassano la fontanella è un oggetto integrato al bancone in bronzo dorato, su cui si trovano fissi tanti bicchierini. L'acqua è filtrata per preservarne al massimo la sua qualità
- la lanterna che si trova all'esterno, non ha lo scopo d'illuminare l'ingresso bensì di segnalare che il locale è aperto[8]

I decori lignei degli arredi interni non sono fissati a  muro ma raccordati tra loro e scostati di alcuni centimetri dal muro. Sono stati progettati in maniera da potere essere spostati agevolmente per essere riutilizzati, in caso di trasloco, cosa che fortunatamente non è mai avvenuta. 

## Nella cultura di massa
Grazie alle sue dimensioni e all'accuratezza delle sue decorazioni, nel corso del Novecento il locale divenne il set per spot pubblicitari e per il cinema d'autore: qui furono girate alcune scene di Addio Giovinezza! (1940) di Ferdinando Maria Poggioli, Piccolo mondo antico (1941) di Mario Soldati e 4 mosche di velluto grigio (1971) di Dario Argento.